# El Hajeb (stad)
El Hajeb is een stad in Marokko en is de hoofdplaats van de provincie El Hajeb.
In 2014 telde El Hajeb 35.282 inwoners.

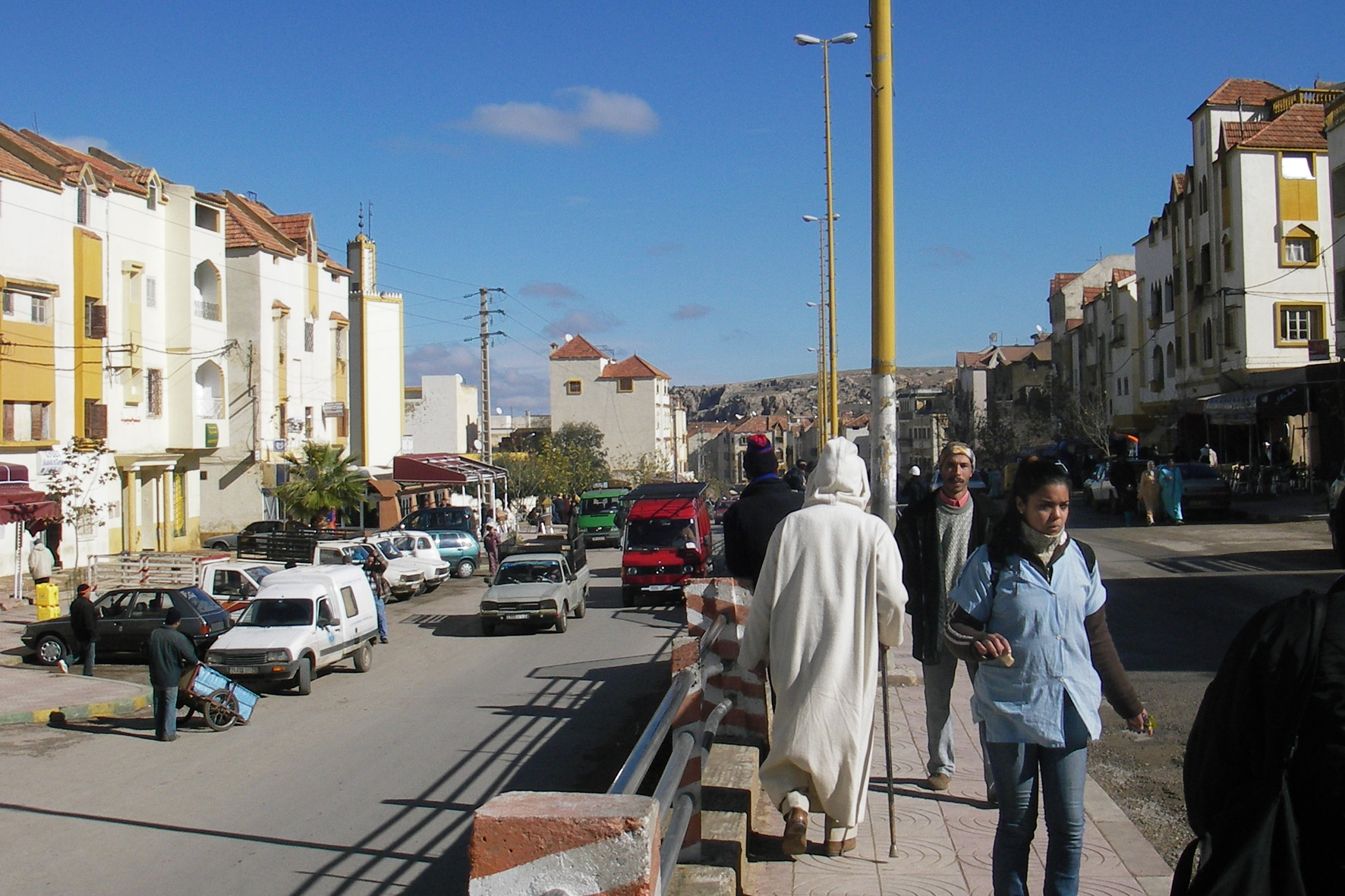
Straatbeeld